# رافائل هاروتیونیان (فیزیکدان)
رافائل وارناگی هاروتیونیان (ارمنی: Ռաֆայել Վառնազի Հարությունյան؛ زادهٔ ۲ اوت ۱۹۳۰ - درگذشته ۹ دسامبر ۲۰۱۹) یک فیزیکدان و آموزگار اهل ارمنستان بود.

## زندگی‌نامه
در ۲ اوت ۱۹۳۰ در ایروان به دنیا آمد و از دانشکده فیزیک دانشگاه دولتی مسکو فارغ‌التحصیل شد. وی همچنین برنده نشان شجاعت، جایزه لنین کومسومول، نشان افتخار فدراسیون روسیه و روبان مدال بزرگداشت ۸۵۰مین سالگرد مسکو شده است. وی در ۹ دسامبر ۲۰۱۹ در سن ۸۹ سالگی در مسکو درگذشت.

## یادداشت
1. ↑  ֆիզիկամաթեմատիկական գիտությունների դոկտոր
2. ↑  Մոսկվայի Ֆիզիկատեխնիկական Ինստիտուտ